# Фраміцетин
Фраміцети́н — антибіотик з групи аміноглікозидів для місцевого застосування.

## Фармакологічні властивості
Фраміцетин — синтетичний антибіотик широкого спектра дії з групи аміноглікозидів. Препарат діє бактерицидно, порушуючи синтез білків у бактеріальних клітинах. До препарату чутливі більшість грампозитивних та грамнегативних мікроорганізмів, що викликають захворювання верхніх дихальних шляхів. У зв'язку з низькою системною абсорбцією препарат застосовується тільки місцево для вприскування в носові ходи. Дослідження фармакокінетики препарату не проводилось, але не виключене системне проникнення препарату в кровотік. Фраміцетин імовірно може проникати через плацентарний бар'єр та виділятись в грудне молоко.

## Показання до застосування
Фраміцетин застосовується місцево при інфекційно-запальних захворюваннях верхніх дихальних шляхів: риніти, ринофарингіти, синусити без пошкодження стінок носових пазух, лікування та профілактика захворювань носової порожнини після оперативних втручань.

## Побічна дія
При застосуванні фраміцетину можливо нечасто виникнення місцевих алергічних реакцій — свербіж шкіри, кропив'янка; імовірне виникнення дисбактеріозу в носоглотці.

## Протипокази
Фраміцетин протипоказаний при підвищеній чутливості до аміноглікозидів, вагітності та годуванні грудьми.

## Форми випуску
Фраміцетин випускається у вигляді назального спрею у флаконах по 15 мл (8000 МО в 1 мл). Фраміцетин разом із граміцидином та дексаметазоном входить до складу комбінованого препарату «Софрадекс».